# Уязвимые воды
Уязвимые воды относятся к географически изолированным водно-болотным угодьям (GIW), а также к непостоянным и прерывистым течениям. Непостоянные и пересыхающие ручьи имеют сезонное течение и расположены в верховьях. Они являются внешними и наименьшими элементами гидрологических сетей. Изолированные водно-болотные угодья расположены за пределами поймы и имеют слабую поверхностную связь с притоками или поймами. Географически изолированные водно-болотные угодья охватывают насыщенные впадины, которые являются результатом речных, эоловых, ледниковых и/или прибрежных геоморфологических процессов. Они могут быть естественными формами рельефа или результатом вмешательства человека. Уязвимые воды составляют основную часть речных сетей.
Эти водные объекты подвержены природным и антропогенным воздействиям, потому что они плохо связаны гидрологически, и они часто расположены в серой зоне нормативно-правовой базы стран и государств по охране водных ресурсов. В США пересматривается статус охраны GIW и непостоянных/прерывистых течений в соответствии с Законом о чистой воде. В контексте Рамочной директивы Европейского союза по водным ресурсам (WFD), малые истоки рек не учитываются, особенно в сельскохозяйственных угодьях.
Эти водные объекты играют важную гидрологическую и экологическую роль в масштабе от местного до всего водосборного бассейна. Они контролируют накопление воды, отложений в дренажной сети, увеличивают фильтрацию отложений и биохимическую трансформацию. Более того, уязвимые воды способствуют увеличению ландшафтного биоразнообразия, поскольку они служат убежищем для эндемичных видов и каналами миграции. Верховья рек и изолированные водно-болотные угодья демонстрируют гидрологическую и экологическую связь благодаря непостоянным поверхностным процессам и процессам подземных вод.

## Определение, типы и распределение уязвимых вод

### Непостоянные и прерывистые течения истоков
Верховья течений относятся к самым мелким руслам речной сети, где начинается речной сток. Они считаются потоками первого-третьего порядка в системе классификации потоков Стралера. Обозначение прерывистого и непостоянного течения относится к непрерывности потока в течение года. Непостоянный поток течет эпизодически после выпадения осадков, в то время как прерывистый поток течет непрерывно в течение части года. В обоих случаях высыхание русла происходит из-за того, что местный уровень грунтовых вод снижается ниже поверхности русла. Большинство непостоянных и прерывистых потоков находятся в верховьях, но в условиях низменности небольшие притоки вдоль речной сети могут быть непостоянными или прерывистыми.

### Географически изолированные водно-болотные угодья (GIW)
Географически изолированные водно-болотные угодья (GIW) — это водно-болотные угодья, полностью окруженные возвышенностями. GIW получают воду с прилегающих возвышенностей и осадков. Однако ни один поток любого типа не подаёт воду в GIW. Несмотря на то, что GIW имеют плохую гидрологическую связь с сетями ручьев, они могут демонстрировать подземную связь или даже временные оттоки поверхностных вод в другие водно-болотные угодья или ручьи. GIW, не имеющие полной поверхностной или подземной гидрологической связи с любым водным объектом, будут терять воду в основном за счет эвапотранспирации или с подземными водами, которые не связаны с речной сетью. Несмотря на отсутствие гидрологической связи, они могут демонстрировать биологическую и химическую связь с речными системами.

#### Не пойменные водно-болотные угодья
GIW, которые связаны гидрологически (путем подземной или временной поверхностной связи), могут считаться не пойменными водно-болотными угодьями. Не пойменные водно-болотные угодья расположены за пределами пойм и демонстрируют однонаправленную гидрологическую связь с потоками, что означает, что вода течёт только к ручью, расположенному на более низких высотах. Гидрологическая связь между не пойменными водно-болотными угодьями и ручьями осуществляется посредством поверхностных или подземных процессов. Поверхностные связи могут быть непостоянными и прерывистыми потоками.

### Морфологическая классификация
В США к естественным типам GIW относятся: водно-болотные угодья с выбоинами в прериях, взморье, водно-болотные угодья Небраски и Сандхиллса, весенние водоёмы Западного побережья, водно-болотные угодья с карстовыми воронками, заливы Каролины, внутринальные и междунальные водно-болотные угодья, пустынные источники, бессточный бассейн в Большом бассейне, и котловина в ледниковых районах.
Не пойменные водно-болотные угодья классифицируются по трем категориям, которые включают GIW: низменные водно-болотные угодья, склоновые водно-болотные угодья и равнинные водно-болотные угодья. Низменные водно-болотные угодья встречаются в топографических впадинах с выходами на поверхность или без них. Низменные водно-болотные угодья включают котловины, выбоины, весенние водоёмы, озера взморья и заливы Каролины. Склоновые водно-болотные угодья расположены вдоль склонов холмов и в основном подпитываются за счет поступления подземных вод. Болота — это обычный тип склоновых водно-болотных угодий. Равнинные водно-болотные угодья встречаются на больших равнинных участках, таких как междуречья, высохшее дно озёр или большие пойменные террасы. Большие взморья представляют собой тип равнин с преобладанием минеральной почвы. Равнинные водно-болотные угодья также могут образовываться из органических почв, таких как торфяники.
GIW и не пойменные водно-болотные угодья могут возникать в результате одного или комбинации геоморфологических процессов: эоловых (выбоины, взморья, водно-болотные угодья, заливы Каролины, междунальные водно-болотные угодья), ледниковых (котловины, болота), карстовых (воронки) и озёрных (заливы Каролины, бессточные бассейны).

### Относительное изобилие уязвимых вод
Непостоянные и прерывистые истоки рек и GIW имеют наименьшую площадь водосбора и длину потока, но вместе они могут составлять основную часть речных сетей и водоразделов.
В США верховья рек составляют более 60 % протяжённости речной сети, а географически изолированные водно-болотные угодья охватывают около 16 % ресурсов пресной воды. В 17 штатах есть потоки с соотношением длины прерывистого потока к общей длине, превышающим 82 %. Северная Дакота, Южная Дакота и Миннесота — три штата с наибольшим количеством гектаров географически изолированных водно-болотных угодий. Во многих исследованиях сообщается, что фактические карты гидрографической сети США недооценивают распределение верховьев рек.
Приблизительная длина потоков первого-третьего порядка в мире составляет соответственно 45 660 000, 22 061 000 и 10 660 100 км, и они представляют собой доминирующий порядок потоков Стралера в мире.

## Правовой статус уязвимой воды
Правовой статус непостоянных и прерывистых верховьев рек и GIW различается в зависимости от законодательства.

### Соединённые Штаты
В США Агентство по охране окружающей среды (EPA) с 1972 года несет ответственность за регулирование водных ресурсов США в соответствии с Законом о чистой воде (CWA). Закон о чистой воде, представленный президентом Ричардом Никсоном, ясно дал понять, что континентальные воды должны быть «пригодны для плавания и рыбной ловли» для американской общественности. Это был большой шаг на пути к защите речных местообитаний и улучшению качества воды.
В соответствии с Конституцией США федеральное правительство может защищать только воды между штатами, которые используются для судоходства и определяются как «воды Соединённых Штатов» (WOTUS). С 1972 по 2015 год EPA определяло WOTUS как:
«`[…] традиционные судоходные воды, межгосударственные воды (включая межгосударственные водно-болотные угодья), все другие воды, которые могут повлиять на межгосударственную или внешнюю торговлю, водохранилища вод Соединённых Штатов, притоков, территориальных морей и прилегающих водно-болотных угодий» (CWA, (33 CFR 328.3; 40 CFR 122.2)
CWA определил водно-болотные угодья как:
«[…] районы, которые затапливаются или насыщаются поверхностными или грунтовыми водами с периодичностью и продолжительностью, достаточными для поддержания, и которые при нормальных обстоятельствах поддерживают преобладание растительности, обычно приспособленной к жизни в условиях насыщенной почвы. Водно-болотные угодья обычно включают болота, топи, трясины и подобные области» (CWA, section 404).
Определение WOTUS несколько раз оспаривалось в суде, особенно в отношении интеграции изолированных водно-болотных угодий, но до 2000 года Федеральный суд США придерживался первоначального определения, согласно которому пойменные водно-болотные угодья связаны с потоками, к которым они примыкают. Затем, в 2001 году, судебное решение постановило, что изолированные водно-болотные угодья не подпадают под определение WOTUS, поскольку они не показывают «значительной связи» с судоходными потоками. В 2006 году в деле Rapanos против Соединённых Штатов возникла дальнейшая путаница в отношении определения WOTUS. Решение большинством голосов принято не было, поскольку судьи разделились на два основных мнения. Первый из них, защищенный судьей Antonin Scalia, заключался в том, что в сферу действия CWA входили только постоянные ручьи и водно-болотные угодья со значительным поверхностным сообщением с судоходными потоками. Второе мнение, возглавляемое судьей Anthony Kennedy, заключалось в том, что воды имеют значительную связь с судоходными водами, если они существенно влияют на их химическую, физическую и биологическую целостность.
Определение WOTUS фактически находится в стадии пересмотра. Президент США Дональд Трамп подписал указ 13778 (82 FR 12495, 3 марта 2017), в котором содержится просьба к EPA и Инженерному корпусу армии США пересмотреть определение WOTUS таким образом, чтобы это соответствовало мнению судьи Antonin Scalia. Это мнение призывает к защите постоянных вод и водно-болотных угодий, имеющих поверхностные связи с относительно постоянными водами,которые исключают GIW и непостоянные/прерывистые потоки.

### Европейский союз
В Европейском союзе с 2000 года Рамочная директива по водным ресурсам (WFD) направлена на достижение ряда целей по улучшению качества воды в озёрах, реках и прибрежных районах. Ключевыми целями являются общая защита водной экосистемы, защита ресурсов питьевой воды и защита вод, пригодных для плавания. Эти цели достигаются с помощью мер по управлению реками в масштабе водосборного бассейна. WFD требует разграничения водных объектов, которые будут предназначены для конкретных мер по диагностике и управлению. Наименьший диапазон площадей, используемый для идентификации этих водоемов, составляет от 10 до 100 км². Из-за их небольшого размера верховья ручьев обычно не идентифицируются как один из водных объектов, на которые нацелена WFD, и, следовательно, становятся более уязвимыми для деятельности человека.

## Экологические функции
Агентство по охране окружающей среды США (EPA) классифицирует потоки истоков (включая непрерывные/прерывистые потоки) и экологические функции GIW по пяти категориям: функции источника, поглощения, убежища, преобразования и задержки. Эти функции зависят от уровня взаимосвязанности (гидрологической, седиментологической, биологической) между компонентами речной системы (русло, пойма, водно-болотные угодья). Многие функции являются общими для речных водно-болотных угодий и не пойменных водно-болотных угодий. Было проведено гораздо больше исследований роли истоков потоков по сравнению с GIW.

### Функция источника
Истоки потоков и GIW представляют собой доминирующие источники материала и энергии в речных сетях. Они выносят воду, отложения, питательные вещества, органические остатки и организмы с возвышенностей в нижнюю часть речной сети.
Истоки потоков являются преобладающим источником воды в речной сети. Они способствуют наводнениям и при этом переносят отложения и питательные вещества в прилегающие речные места обитания. Истоки потоков также, как правило, являются зонами эрозии. Они собирают осадки в результате береговой эрозии и из коллювия в горных районах. Поступление наносов из истоков потоков влияет на динамическое равновесие между расходом стока и пропускной способностью, ответственным за зарастание и деградацию русел. Истоки потоков также собирают древесину, органические вещества, питательные вещества и мелкие частицы в результате эрозии и затопления речных водно-болотных угодий. Истоки потоков обеспечивают богатые питательными веществами воды, которые приносят пользу микроорганизмам, таким как водоросли и беспозвоночные. Например, было продемонстрировано, что потоки первого порядка вносят вклад в 40 % азота, достигающего потоков четвертого и пятого порядков. Также было продемонстрировано, что истоки потоков являются источниками беспозвоночных, которые приносят пользу всей пищевой цепи ниже по течению: лососёвые являются хорошим примером видов, которые приносят пользу. Истоки потоков поставляют вниз по течению органические вещества, необходимые для физических и биологических процессов во всей речной сети. Они также доставляют бревна и древесные отходы, которые оказывают влияние на морфологию русел, скорость стока и пространственное распределение экологических местообитаний.
GIW могут быть источником истоков потоков. GIW могут обеспечить основную часть воды потока в засушливый период. Однако процесс переноса воды из GIW в поток зависит от предшествующих условий влажности, преобладающих в GIW. В условиях насыщения GIW будут снабжать водой другие водоёмы нижнего течения, включая потоки. В GIW имеются многочисленные и разнообразные популяции микробов. Низкий рН, низкая солёность и присутствие органического вещества создают благоприятные условия для развития сульфатредуцирующих бактерий. Эти бактерии ответственны за выработку метилртути. Таким образом, GIW являются источником метилртути и других растворённых органических соединений и кислот, которые могут быть перенесены вниз по течению временными поверхностными потоками. Несмотря на то, что метилртуть является особо токсичным загрязнителем, растворённые органические вещества являются основным источником энергии для гидробионтов, расположенных ниже по течению речной сети.

### Функция поглощения
Функция поглощения относится к общему чистому импорту энергии и материалов из потока в прибрежную среду или за пределы сети потоков.
В естественных условиях происходит множество обменов водой между истоками потоками и их прибрежной средой. Трение в русле и трение с прибрежной поверхностью во время течения через берег приводят к чистой потере энергии потока, особенно в горных потоках с большими нагрузками на русло. Это приводит к чистому снижению эрозионной способности потока в его нижнем течении. В прибрежной зоне трение и малая глубина воды способствуют снижению скорости течения и отложению взвешенных частиц. Между тем, чистая потеря воды из затопленной прибрежной среды в атмосферу может происходить за счет испарения или транспирации растительности. Поглощение азота бактериями по мере того, как сточные воды, насыщенные питательными веществами, проникают в гипорейную зону, является еще одним свидетельством поглотительной функции истока потока. Knight и др. (2010) определили, что речные водно-болотные угодья, выступающие в качестве буфера, являются наиболее эффективным инструментом для смягчения воздействия не точечных источников загрязнения на потоки.
GIW, как и речные водно-болотные угодья, могут перехватывать питательные вещества и другие загрязняющие вещества из точечных источников (например, канавы, дренажные трубы) или из диффузных (не точечных) источников (например, вымывание с сельскохозяйственных полей). Процессы, связанные с захватом питательных веществ, разнообразны и включают в себя: процесс денитрификации, удержание фосфора за счет ассимиляции растениями и процессы сорбции или осаждения. Удаление питательных веществ с помощью GIW оказывает большое влияние на качество воды в речных сетях. Исследование, проведенное Dierberg и Brezonik (1984), показало, что покрытые лесом не пойменные водно-болотные угодья ответственны за удаление 95 % фосфора, нитратов, аммония и общего азота после применения бытовых сточных вод. В условиях низкой насыщенности GIW будет накапливать воду вместо того, чтобы выпускать её. Хранение воды и последующее испарение приведут к общей потере воды для сети потоков.

### Функция убежища
Функция убежища связана с обеспечением благоприятных условий для многих водных и наземных форм жизни.
Истоки потоков и их речные водно-болотные угодья служат убежищем от хищников, высыхания и экстремальных температур для многих организмов. Они обеспечивают среду обитания, необходимую для завершения части или полного жизненного цикла видов рыб, макропозвоночных, млекопитающих, видов птиц и земноводных. Речные водно-болотные угодья демонстрируют мозаику местообитаний из-за пространственной неоднородности гидрологических и морфологических процессов. Разнообразие мест обитания и обилие пищи (см. Функция источника) делают речные водно-болотные угодья идеальными местами кормления, размножения и укрытия для различных видов рыб, земноводных и макробеспозвоночных. Речные водно-болотные угодья также являются убежищем для большого разнообразия видов растений. Прибрежные потоки в пределах поймы используются растениями для распространения своих семян. В свою очередь, живые организмы вносят свой вклад в пространственную и временную сложность речных систем, что необходимо для поддержания высокого уровня связи между потоками и их речной средой. Например, плотины, сооружённые бобрами, создают бассейны вдоль истоков потоков, которые в конечном итоге становятся подходящим местом обитания рыб и усиливают взаимодействие грунтовых вод с поверхностными водами.
GIW были идентифицированы как места размножения птиц, видов рыб, млекопитающих (ондатры, выдры), земноводных и рептилий. Виды рыб получают выгоду от временного повышения уровня воды и создания поверхностных связей для миграции из GIW в потоки или другие водно-болотные угодья. Млекопитающие и виды птиц служат переносчиками для распространения семян растений, водорослей и беспозвоночных.

### Функция преобразования
Функция преобразования относится к биогеохимической переработке органических и неорганических элементов.
Питательные вещества, поступающие в истоки потоков, претерпевают множество циклов трансформации посредством биологических и химических процессов (поглощение водорослями, переваривание рыбой, поглощение бактериями и т. д.). Круговорот питательных веществ через различные формы речной системы называется «спиралью питательных веществ». Органическое вещество также будет подвергаться циклическим преобразованиям в истоках потоков, главным образом за счет дыхания организмов и микробов. Другие процессы преобразования органического вещества, такие как опавшие листья, включают погружение, физическое истирание и фотодеградацию. Водообмен через гипорейную зону истоков потоков также может влиять на форму и подвижность загрязняющих веществ, тем самым снижая концентрации загрязняющих веществ ниже по течению. В речных водно-болотных угодьях происходит множество процессов преобразования, при которых питательные вещества и другие соединения выбрасываются в атмосферу или изолируются в почве или растительности.
Превращение элементарной ртути в метилртуть осуществляется микробными сообществами, обитающими в кислых водно-болотных угодьях (см. Функцию источника). Метилртуть — это токсичная форма ртути, которая очень подвижна и накапливается в пищевой цепи. Денитрификация — еще один процесс преобразования, происходящий в GIW.

### Функция задерживания
Функция задерживания относится к временному накоплению энергии и материалов. Поскольку они являются доминирующими источниками воды в речной сети, истоки потоков и водно-болотные угодья оказывают большое влияние на частоту, продолжительность и величину переноса материалов и энергии вниз по течению. Интенсивность задерживающей функции коррелирует с обилием и разнообразием местных компонентов-аккумуляторов (болотные угодья, аллювиальные водоносные горизонты, берега рек и поймы) и с уровнем связи между этими компонентами.
В истоках потоков текущая вода взаимодействует с формами русла, берегами потоков и растительностью. Эти взаимодействия приводят к снижению скорости потока и временному накоплению подземных вод, что снижает величину наводнения во время сильных осадков. С другой стороны, в засушливый сезон временное хранение и отсроченный перенос грунтовых вод в реку будет поддерживать минимальный базовый сток, необходимый для водных видов. Тот же процесс применяется к отложениям, питательным веществам и органическим веществам, переносимым вниз по течению с верхних участков водораздела и временно хранящимся в пойме, включая речные водно-болотные угодья. Живые организмы, присутствующие в истоках потоков, способствуют задержке переноса отложений, питательных веществ и органических веществ вниз по течению за счет потребления, ассимиляции и биоконсолидации.
Временное хранение воды в GIW способствует задержке поступления атмосферных осадков в потоки или другие связанные водоёмы. Такая функция обеспечивает основной сток потоков и способствует подпитке местных и региональных водоносных горизонтов, особенно в засушливые периоды. Временное хранение в GIW также способствует уменьшению масштабов паводков во время сильных осадков или в периоды таяния. Напротив, поскольку ёмкость водохранилища в значительной степени определяется предшествующими условиями влажности, насыщенные GIW будут быстро отводить воду вниз по течению, что может увеличить масштабы наводнения. Следуя этой идее, GIW также могут уменьшить базовый поток за счет накопления и эвапотранспирации, когда условия насыщения низкие.